# Campionato francese speed di arrampicata
Il Campionato francese velocità di arrampicata è il campionato francese di arrampicata organizzato annualmente dalla Fédération française de la montagne et de l'escalade (FFME) dal 2005.
Gli altri due Campionati francesi di specialità dell'arrampicata sono:
- il Campionato francese lead di arrampicata
- il Campionato francese boulder di arrampicata

## Albo d'oro
| Edizione | Data            | Luogo      | Uomini           | Donne               |
| -------- | --------------- | ---------- | ---------------- | ------------------- |
| 2005     |                 | Valence    | Nicolas Januel   | Anne Laure Chevrier |
| 2006     | 29 ottobre      | Valence    | Sylvain Chapelle | Mathilde Couchot    |
| 2007     | -               | -          | -                | -                   |
| 2008     | 2 novembre 2007 | Valence    | Nicolas Januel   | Mathilde Couchot    |
| 2009     | 30 maggio       | Échirolles | Quentin Nambot   | Laura Michelard     |
| 2010     | 13 giugno       | Voiron     | Gautier Supper   | Morgane Aveline     |
| 2011     | 13 giugno       | Massy      | Mickael Mawem    | Margot Heitz        |
| 2012     | 27 maggio       | Arnas      | Yoan Lecouster   | Esther Bruckner     |
| 2013     | 25 maggio       | Niort      | Bassa Mawem      | Esther Bruckner     |

## Maggiori vincitori di campionati francesi velocità
Nelle seguenti tabelle sono indicati tutti gli atleti vincitori di almeno 2 campionati francesi.

### Uomini
| Nome           | Campionati francesi velocità |
| -------------- | ---------------------------- |
| Nicolas Januel | 2                            |

### Donne
| Nome             | Campionati francesi velocità |
| ---------------- | ---------------------------- |
| Mathilde Couchot | 2                            |
| Esther Bruckner  | 2                            |